# Бамилеке

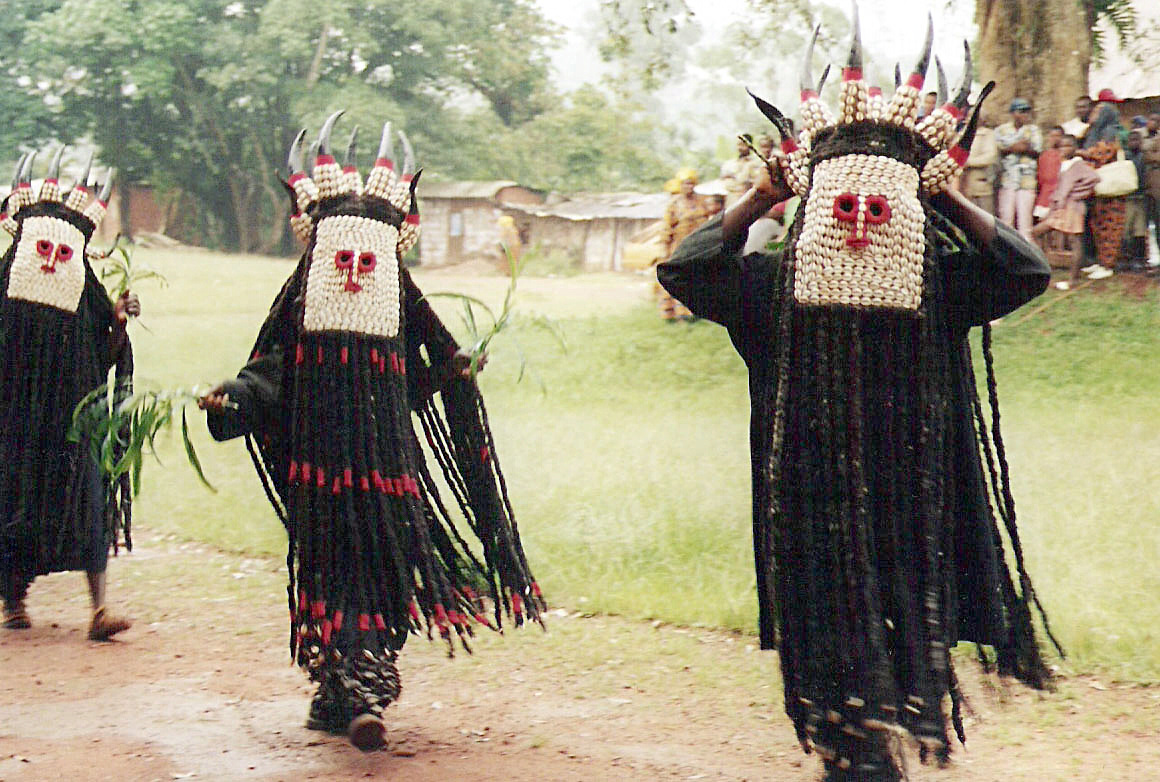
Танцоры бамилеке, Западная провинция

Бамилеке — народ, обитающий в Камеруне (населяют регионы: Западный, Юго-западный и Прибрежный) и говорящий на ряде (согласно Ethnologue — на 11) родственных языков бантоидной ветви бенуэ-конголезской семьи. Бамилеке делят себя на 100 различных групп, каждая из которых управляется старостой. Эти группы связаны исторически, культурно и лингвистически. К концу XX века численность народа составляла более 2 120 000 человек.

## Организация
Бамилеке обычно считают себя членами того или иного поселения, а не отдельными индивидуумами. Самые известные поселения: Вафанг, Вафоуссам, Мбоуда и другие. Также народ имеет общие исторические корни и культуру с соседними поселениями Северо-западной провинции, но отделены от друг друга с колониальных времён.

## Языки
Следуя лингвистической классификации, можно выделить 11 языков/диалектов:
- На разновидностях «гомала» говорят около 260 тыс. человек (по данным 1982 г.) в основном в Мифи, Кунг-Кхи, Отс-Плато, в восточном Иенуа, немного в Бамбуту. Важнейшие диалекты: бахам, банджун, бафуссам, бамеджу.
- К югу от селений Верхнего Нкама говорят на фефе. К основным городам относятся Бафанг, Баку, Кекем.
- Нда-нда занимает западную треть селения Нде. Основные поселения сосредоточены в Базу.
- На диалекте «йемба» говорят более 300 тыс. чел. (данные 1992 года). Их земли простираются в основном в селениях Менуа к западу Банджуна, столица — Дшанг. Ещё одно значимое поселение — Фокоэ.
- В селениях Нде говорят на диалекте медумба более 210 тыс. человек. Основные поселения находятся в Банганте и Тонга.
- В Мбуде говорят на диалектах менгака, нжимбун, нгомба и нгомбале.
- На диалекте ква говорят между Нде и Литторальной провинцией.
- В районе Фонтема в юго-западной провинции говорят на нгве.

## История

### Ранняя история
Предки Бамилеке жили на территории современной Нигерии, в средние века переместились в верховья реки Мбам, где сложилось раннегосударственное образование Банджун, объединившее в XIX веке под своей властью мелкие княжества.
Поскольку народ Бамилеке очень разнообразен, сложно определить их точное происхождение и раннюю историю. Можно сказать, что они относились к Тикарам и Бамунам, занимавшим западную часть Плато Адамава до XVII века. Они, скорее всего, пересекли верхнюю часть реки Мбам и оказались на сегодняшней территории Тикара.
Миграции народов Бамилеке, скорее всего, начались из-за вторжения народов Фульбе (Фула) на Плато Адамава под предводительством Модибо Адама. Также народы Бамилеке и Тикара хотели найти плодородные земли, чтобы обосноваться на них. Поэтому Бамилеке переместились к югу в пять этапов. Первая группа переселенцев, включавшая народы Баленг, Бапи и Бафуссам, мигрировала на юг в сегодняшнюю восточную часть Западной провинции Камеруна. Здесь, согласно племенным традициям, они основали несколько деревень, включая Бапи, Баленг и Кунден. Позже в этот регион вторглись народы Бамун. После сражений народы Бамилеке маленькими группами продвинулись дальше на запад вдоль реки Нун. Затем эти народы основали несколько поселений, включая Банджун, Банкасса и Баленго (основанный Баленгскими принцами). Другие меньшие поселения появились в результате завоеваний.
За первой волной миграции последовали ещё четыре. Вторая группа включала племена Багам, Баменда, Бансоа, Базу и Бангу; третья и четвёртая группы состояли из Бати и Бафамгва, пятая, она же последняя, волна — из Бамугум и Бандеикоп. Так как мигрировали разные племена, группы меньших размеров чаще разбивались и основывали собственные поселения, например, такие, как в случае с Баленгскими принцами. В то же время продолжались потоки мигрантов на новые завоеванные племенами Бамилеке земли. Бамилеке доминировали над ними и подчиняли их себе. Так что в наши дни эти люди просто унаследовали культуру и языки народов Бамилеке. Группы народов Бамилеке на западных и южных границах территорий Бамилеке могли произойти от тех ранних народов, поскольку у них много общего с лесными соседями-народами Банту и чаще всего они выделяют себя из других групп народов Бамилеке.

### Немецкое правительство
Германия получила контроль над Камеруном в 1884 году. Бамилеке быстро адаптировались к новым реалиям колонизации, став торговцами и партнерами с новыми правителями. Немцы заставляли народы Бамилеке перемещаться на юг, чтобы возделывать прибрежные плантации.
Немцы первыми ввели термин «Бамилеке» для поселенцев региона. Именно в течение немецкой (а затем французской) колонизации народы Бамилеке начали воспринимать себя как отдельный народ.

### Французская колонизация и пост-независимость
Во время французской колонизации рождаемость народов Бамилеке выросла и возможность их маленькой территории вмещать большое количество человек была поставлена под вопрос. Начиная с 1940-х годов, народы Бамилеке возобновили миграцию и продолжили немецкую тенденцию столетней давности к передвижению в регион Мунго Литторальной провинции, на юг и в центральные провинции, чтобы работать или основывать там фермы. Фермеры в основном получали земли от исторических поселенцев земель, народов Дуала и Бакосси. К 1950-м годам численность народов Бамилеке превысила численность населения уроженцев региона — народов Дуала и Бакосси. Уроженцы были очень разочарованы тем, что им приходится отдавать свои земли.
В 1955 году Франция запретила крыло политической партии Союз народов Камеруна, полагая, что это террористическая группировка. Эта партия имела большую поддержку среди народов Бамилеке, в итоге многие перебрались в британскую часть Камеруна, регион Томбэлл (совр.: часть юго-западной провинции). Когда продолжились нападки на французское колониальное правительство со стороны этого региона, уроженцы Бакосси обвинили во всем новопришельцев Бамилеке. Бамилеке же в ответ обвинили Бакосси в попытке вернуть свои земли обратно. Вскоре последовали схватки между двумя группами и продолжились атаки, виновными в которых считались активисты партии. Независимость французского Камеруна 1 января 1960 года не положила конец напряжению. Все разрешилось только в декабре 1966 г. Активисты партии напали на автомобиль Бакосси близ поселения Бамелеке в Нкене, на краю гор Купе региона Томбэлл. Бакосси обвиняли Бамилеке из соседних поселений в Эконегбе и Нсоке в убийствах, разъяренные Бакосси совершали набеги на деревни. Правительство британского Камеруна послало войска для подавления беспорядков, но многие бамилеке были убиты.

## Политическая структура и сельское хозяйство
Высокая численность населения Бамилеке и относительно маленькая территория способствовали тому, что эти народы стали опытными и ресурсоемкими фермерами. Их поселения компактны и разбросаны. Дома обычно сгруппированы и окружены полями. Соседи отделяются друг от друга заборами или живыми изгородями. Несмотря на то, что скота не так много, обычно эти изгороди помогают спасти урожай от свиней, козлов и кур. Мужчины обычно убирают поля, но в основном на них работают женщины. В основном при работе используются мачете и мотыга. Основным урожаем является кассава, ямс, кофе, масличная пальма, бананы, кола, кукуруза.
Основу социальной организации составляет деревенская община, в которую входит несколько ферм, возглавляемая старейшиной. Родо-племенные группы управляются вождями, или так называемыми фонами и фонгами, вождь является номинальным владельцем всех земель, обрабатываемых его подчиненными. Фон уважаем всеми поселенцами, и он как правило наделен политической, юридической и духовной властями. Фон выбирает преемника из своих детей, и информация об этом остается в тайне до смерти фона. Задача тайного сообщества под названием Лайкам — назвать и короновать нового фона.
Фону служат несколько советников и консулов. Главным органом является Совет Старейшин, или Камвэ, состоящий из 5-9 индивидуумов. Плюс в прошлом для некоторых фонов большую роль играла «королева мать» или «мафо». Между фоном и его советниками несколько подопечных, и каждый из них несёт ответственность за конкретную часть деревни. В некоторых группах Бамилеке также существовали «заместители вождей», фонте.

## Экономическая деятельность
Бамилеке славятся своим ремеслом. Их произведения искусства высоко ценились ещё ранними европейцами, посещавших их земли, хотя в период колонизации многие искусства и ремесла были заброшены. Бамилеке считаются искусными в резьбе по дереву (утварь, украшенная фигурками людей, животных, птиц, статуэтки из красного и чёрного дерева), изготовлении ковров, масок, калебасов с геометрическим орнаментом.
Жилище — квадратное в плане, каркасное, из бамбука, с высокой конической с большим свесом крышей из соломы, веток и листьев. Двери и притолоки богато украшаются резьбой, раскрашены в яркие цвета. Современные жилища Бамилеке сделаны из кирпича. На крышах — металлический настил.
Бамилеке заслужили репутацию проницательных бизнесменов. Многие с готовностью приняли европейскую модель экономики, основанную на наличных деньгах, что позволило народам Бамилеке стать выдающимися предпринимателями Камеруна. Бамилеке находят место не только в качестве ремесленников и рабочих, но и в качестве торговцев, предпринимателей и опытных профессионалов. Они играли и продолжают играть важную роль в экономическом развитии Камеруна. С другой стороны, знаменитое предпринимательское чутье народов Бамилеке стало клеймом среди остальных этнических групп Камеруна. В глазах многих камерунцев предприниматели Бамилеке выглядят жадными и безжалостными. В Камеруне выражение «Ты что, бамилеке?» (Tu es Bamileke?) является обвинением в жадности и мелочности.

## Вероисповедание
В период колонизации проводились массовые крещения бамилеке, и сейчас больше бамилеке исповедуют католицизм, нежели протестантство. Ближе к границам Адамавы, Тикара и банума распространен ислам.
Также сохранились культовые поклонения. Традиционная медицина сочетается с этими верованиями. Лекари также являются предсказателями. Один из типичных видов предсказаний включает толкование по траве с помощью пауков.

## Наследование и особенности родственных связей
Происхождение, наследство и родство Бамилеке считается по мужской линии, все дети принадлежат селению своего отца. После смерти главы семейства все его наследство переходит, как правило, к одному сыну. Практикуется и поощряется полигамия, и важнейшие индивидуумы могут иметь сотни жен. Заключение брака, как правило, предполагает выкуп невесты (значительную сумму денег), выплачиваемый отцу невесты.